# Grotte du Colombier
La grotte du Colombier est une grotte ornée de gravures fines datées du Magdalénien, située à Vallon-Pont-d'Arc, en Ardèche, en France.

## Situation
La grotte du Colombier est située dans la commune de Vallon-Pont-d'Arc, dans le sud du département français de l'Ardèche. Elle se trouve dans le périmètre protégé de la Réserve naturelle nationale des gorges de l'Ardèche, sur la rive droite et au pied des falaises du Saleyron, à une trentaine de mètres au-dessus de la rivière.

## Historique
Les gravures pariétales ont été découvertes en 1946 par deux spéléologues, G. Claron et A. Crouzet. Les relevés ont été réalisés par le préhistorien André Glory en 1947, puis par J. Combier en 1957. L'inventaire des figures a été complété en 1966 par L. Chabredier et en 1972 par Pierre Ollier de Marichard.
L'édifice a été inscrit au titre des monuments historiques en 1995.

## Description
Le site comprend trois cavités voisines et reliées qui ont livré des vestiges magdaléniens et aziliens. La grotte, ou Colombier 1, présente un développement d'environ 300 m. Elle est située au-dessus de deux abris-sous-roche, Colombier 2 et 3, qui ont été utilisés comme bergerie et endommagés par l’érosion et les activités humaines.

## Art pariétal
À environ cinquante mètres de l’entrée de la grotte, des figures de grands herbivores (un aurochs, deux bouquetins, un probable cervidé, une tête de biche, un animal indéterminé) et des signes abstraits (ovales striés, bâtonnets…) sont réparties sur les parois de l’unique galerie. Très finement tracées, les gravures se distinguent difficilement. Sur une coulée stalagmitique suggestive a été gravée une face anthropomorphe.
Les gravures sont attribuées au Magdalénien, d'après leur style et les fouilles du gisement archéologique situé à l'entrée de la grotte.